# Mont del Coto
El Mont del Coto és un paratge natural municipal del municipi de Monòver (Vinalopó Mitjà) que fou declarat per Acord de la Generalitat Valenciana el 23 de març de 2007. Té una superfície aproximada de 2.400 ha, es troba en l'àmbit de la serra del Reclot, que geològicament pertany als relleus del prebètic del nord-oest alacantí.
L'enclavament és de gran interès atesa la seua condició de territori de transició entre les terres litorals i les àrees interiors de l'altiplà. Aquesta posició, juntament amb les peculiars característiques edàfiques i climàtiques existents, condiciona la presència d'espècies singulars de gran valor.

## Flora
Dins de l'àmbit d'estudi es coneixen al voltant de 700 espècies vegetals. Entre aquestes destaquen: Centaurea antennata var. meridionalis, Sideritis tragorigaum subsp. aitanica, Teucrium buxifolium subsp. revasii i Sarcocapnos saetabensis. A més en aquest espai encara prosperen bosquets de roures xicotets o roures valencians (Quercus faginea), que potser en aquest enclavament, troben la seua posició més meridional en terres valencianes.

## Fauna
Associada a aquest medi hi ha una gran varietat de fauna. Entre les espècies presents destaquen les rapaces que nidifiquen associades a mitjans rocosos, entre les que sobreïx l'àguila reial, junt amb l'àguila calçada, l'àguila serpera, l'astor comú, l'esparver vulgar, l'aligot, el falcó pelegrí i el gamarús eurasiàtic. Quant als mamífers com a espècies més excel·lents es troben el gat salvatge, la fagina, la geneta, la rata cellarda, la mostela i el teixó, i ha aparegut recentment l'esquirol. També cal ressenyar la fauna cavernícola, entre la qual destaca la presència de la rata penada d'orelles trencades, espècie considerada "vulnerable" en el Catàleg Valencià d'Espècies de Fauna Amenaçada.

## Paisatge
Un altre recurs de gran valor en el paratge és el paisatge: la serra del Coto ofereix profunds barrancs, extraordinaris tallats, zones boscoses, en definitiva una gran varietat paisatgística, de gran atractiu per a tots aquells que s'acosten per aquestes terres amb la intenció de gaudir de la natura.

## Usos tradicionals
Des del punt de vista dels usos tradicionals, mont del Coto constitueix un referent comarcal i local molt arrelat en la població, i s'hi ha desenvolupat al llarg de la història, diversos aprofitaments, com ara l'apicultura, el pasturatge, l'obtenció de calç i guix i la recollida d'espart i plantes medicinals, aprofitaments que s'han sabut harmonitzar amb la conservació del medi.
Finalment, el paratge posseeix un gran potencial en relació amb les activitats d'oci i d'educació ambiental. Dins de l'espai es desenvolupen diversos esports de muntanya com l'escalada i el senderisme, hi discorre el PR-V 166 i el PRV-V 3.